# Magno Vieira
Magno Silva Vieira (Brasília, 13 de fevereiro de 1985) é um ex-futebolista brasileiro que atuava como atacante. Profissionalizou-se no futebol inglês na equipe do  Wigan, onde jogou nas categorias de base desde os 15 anos indicado pelo ex-jogador brasileiro Jairzinho. 

## Carreira
Jogou pelo Fleetwood Town, onde é o maior artilheiro da história do clube na Blue Square Premier (Quinta Divisão Inglesa), tendo uma das melhores médias de gols entre todos os jogadores da liga. 
Em 2010, antes de transferir-se para o Fleetwood Town, esteve na Nova Zelândia, onde fez testes por seis semanas no Wellington Phoenix, porém, não foi aceito pelo manager Ricki Herbert.

## Títulos
Team Wellington
- 2015[1]